# Chaetoderma (chi nấm)
Chaetoderma là một chi nấm in the Stereaceae. Chi này có 2 loài, đều được tìm thấy ở châu Âu.

## Danh sách loài
- Chaetoderma incrassatum
- Chaetoderma luna